# Axel Bärendorf
Axel Bärendorf (* 1957 in Hamburg) ist ein deutscher Politiker (parteilos). Er war hauptamtlicher Bürgermeister der schleswig-holsteinischen Stadt Reinbek.

## Leben
Axel Bärendorf besuchte die Grundschule Am Reesenbüttel und danach die Alfred-Rust-Schule in Ahrensburg (inzwischen in Selma-Lagerlöf-Gemeinschaftsschule umbenannt). An der Fachhochschule für Verwaltung und Dienstleistung in Altenholz diplomierte er 1980 zum Verwaltungsfachwirt. Von 1987 bis 1991 war er Amtsleiter in Ahrensburg, von 1991 bis 2001 unter anderem Kämmerer in Wentorf bei Hamburg. Axel Bärendorf ist verheiratet.

## Bürgermeisteramt
Er kandidierte 1996 bei der Bürgermeisterwahl in der Gemeinde Ammersbek, verlor die Wahl jedoch. Beim erneuten Versuch 2001 wurde er zum Bürgermeister von Ammersbek gewählt. Seine Kandidatur war von der CDU, Bündnis 90/Die Grünen und der FDP unterstützt worden. Im ersten Wahlgang der ersten Bürgermeister-Direktwahl in Ammersbek hatte er sich mit 59,9 Prozent der Stimmen gegen einen SPD-Kandidaten durchgesetzt. Das Amt hatte er bis 2008 inne. Kurz nach seiner letzten Wahl zum Bürgermeister Ammersbeks kandidierte er als parteiloser Kandidat auf Vorschlag der CDU für das Bürgermeisteramt in Reinbek. Im ersten Wahlgang setzte er sich hier mit 68 Prozent der Stimmen durch. Bei der Neuwahl des Bürgermeisters in Reinbek im Mai 2014 trat er nicht wieder erneut an, sein Nachfolger wurde der von der SPD unterstützte Kandidat Björn Warmer.
Im Rahmen seiner Bürgermeistertätigkeit war er geschäftsführendes Vorstandsmitglied der Vereinigung hauptamtlicher Bürgermeister und Landräte in Schleswig-Holstein und Beirat beim Informations- und Kommunikations-Dienstleister Dataport. Darüber hinaus vertrat er Reinbek unter anderem bei der e-werk Sachsenwald GmbH, die bis Mai 2011 noch e-werk Reinbek-Wentorf GmbH hieß und bei der die Stadt Reinbek zu 42,07 Prozent Gesellschafter ist, beim Zweckverband Südstormarn, bei der Betriebsgesellschaft des Freizeitbads Reinbek, aber auch beim Sachsenwald-Bad Tonteich e. V. in Wohltorf.